# Валахова, Виола
Виола Валахова (словац. Viola Valachová; 1928, Братислава — 21 сентября 1944, Турчанский-Дур) — словацкая партизанка времён Второй мировой войны, участница Словацкого национального восстания.

## Биография
До войны проживала в Братиславе, в доме №2 на Тобруkской улице. После начала Словацкого национального восстания примкнула к партизанскому отряду в деревне Слованы. Долгое время отряд не вёл боёв, пока вместе с партизанским отрядом из Мартина не вступил в бои с немецкими войсками боевой группы «Шиль», шедшей со стороны Словенске-Правне.
21 сентября 1944 года партизаны увидели автоколонну, во главе которой был автомобиль с немецкими офицерами. 16-летняя Виола бросила ручную гранату в этот автомобиль. В результате взрыва были убиты три гитлеровца, но сама Виола была ранена отстреливавшимися с бронетранспортёра немцами. Солдаты вермахта взяли её в плен и долгое время таскали за волосы и избивали. От полученных побоев девушка скончалась.
Спустя 20 лет, 21 сентября 1964 года на стене дома №2 на Тобручской улице, где проживала Виола, была открыта мемориальная доска из белого мрамора с портретом Виолы. Автор композиции — скульптор Ладислав Поллак (словац. Ladislav Pollák). Ежегодно антифашистские организации Словакии возлагают венки у дома Виолы.